# Кваковце
Кваковце (слч. Kvakovce) насељено је мјесто са административним статусом сеоске општине (слч. obec) у округу Вранов на Топлој, у Прешовском крају, Словачка Република.

## Становништво
| Година:    | 1994. | 2004.   | 2014.    | 2024.    |
| ---------- | ----- | ------- | -------- | -------- |
| Број људи: | 474   | 454     | 523      | 456      |
| Разлика:   |       | -4,21 % | +15,19 % | -12,81 % |

| Година:    | 2023. | 2024.   |
| ---------- | ----- | ------- |
| Број људи: | 444   | 456     |
| Разлика:   |       | +2,70 % |

Према подацима о броју становника из 2024. године насеље је имало 456 становника.